# CUM (Moskva)
CUM (zkratka Центральный универсальный магазин) je obchodní dům v Moskvě. Leží na rohu Petrovky a Divadelního náměstí v samém centru Moskvy.